# Пампаска иктериа
Пампаската иктериа (Sturnella militaris) е вид птица от семейство Трупиалови.

## Разпространение и местообитание
Разпространен е в Аржентина, Боливия, Бразилия, Венецуела, Гвиана, Еквадор, Колумбия, Коста Рика, Панама, Перу, Суринам, Тринидад и Тобаго, Уругвай и Френска Гвиана.